# 에미역
에미역(일본어: 江見駅, えみえき)은 일본 지바현 가모가와시에 있는 동일본 여객철도의 철도역이다.

## 역 구조
상대식 2면 2선 구조의 지상역이다. 양쪽 승강장은 과선교로 이어져 있다. 아와카모가와역이 관리하는 위탁역으로, 간이 개찰기에서 스이카 및 제휴 교통카드의 사용이 가능하다. 화장실은 재래식이다.

### 승강장
| 1 | ■ 우치보 선 | 다테야마 · 기사라즈 · 지바 방면 |
| 2 | ■ 우치보 선 | 아와카모가와 방면               |

## 역세권 정보
- 국도 제128호선
- 에미 해수욕장

## 역사
- 1922년 12월 20일 : 일본국유철도의 역으로 개업했다.
- 1987년 4월 1일 - 민영화에 따라 동일본 여객철도의 소속이 되었다.
- 2009년 3월 14일 - 스이카의 사용이 가능해졌다.
- 2020년 8월 31일: 새 역사 준공 및 우체국 설치.

## 화랑

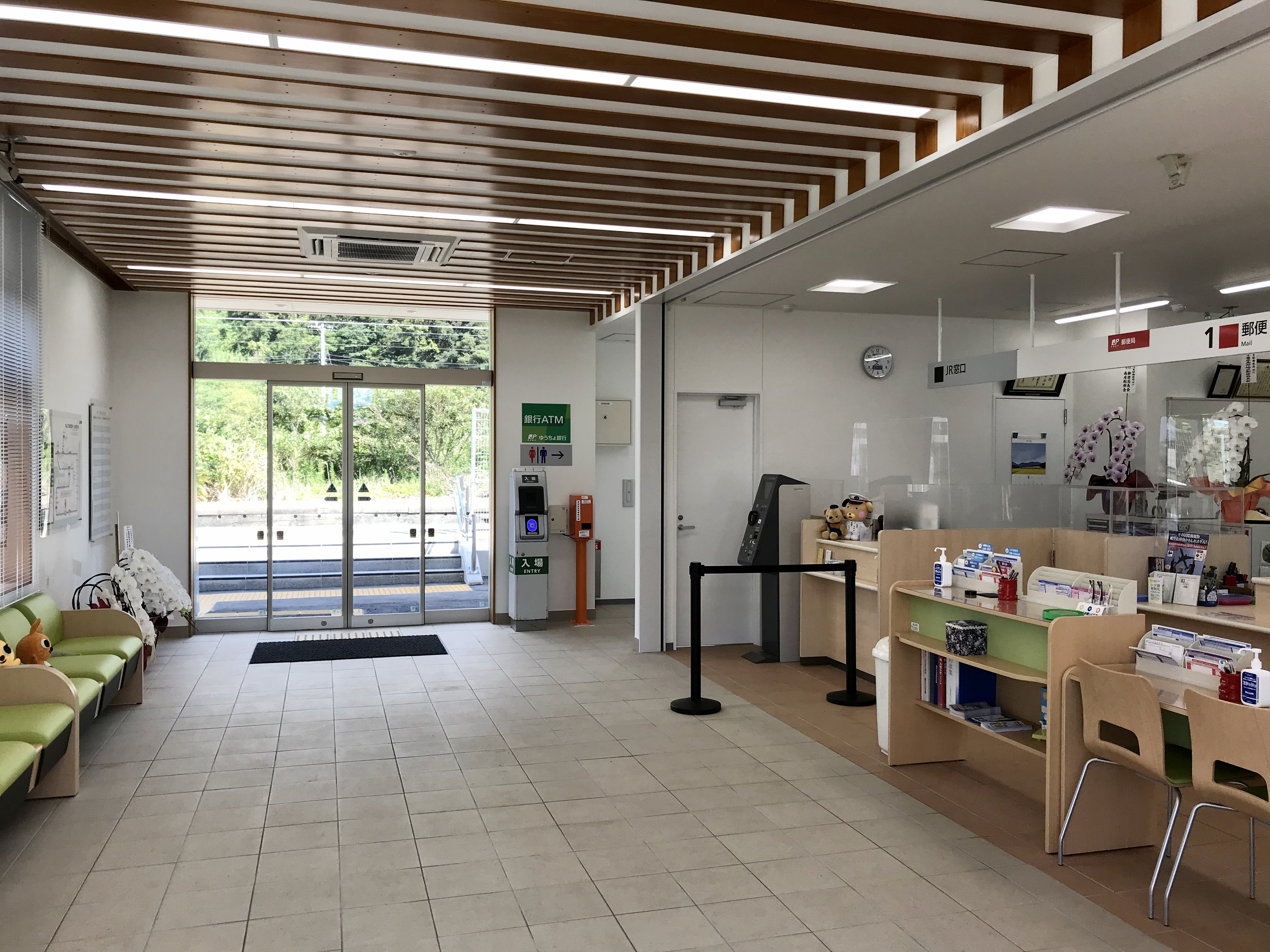
우체국 내부 및 개찰(2020년 9월)
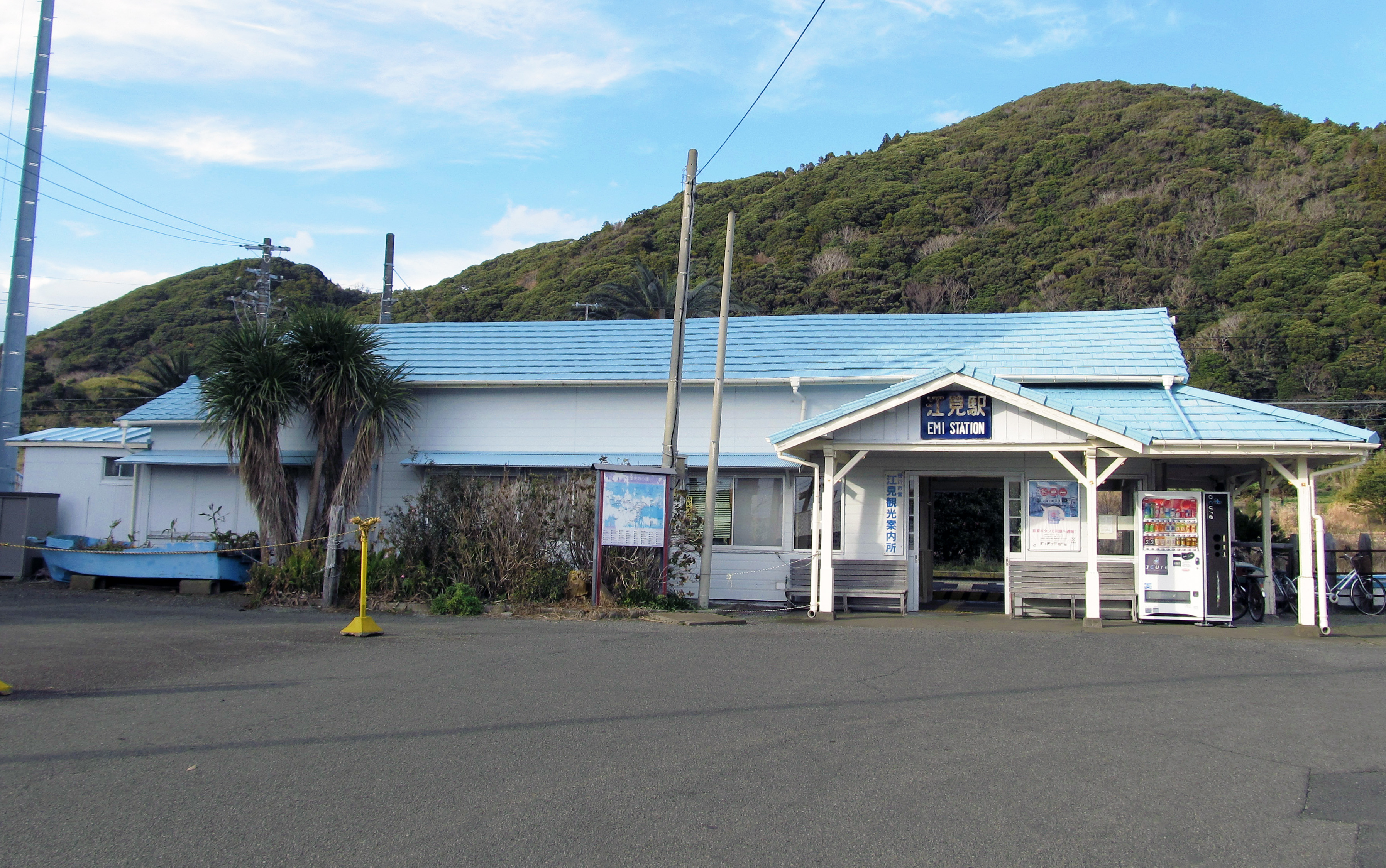
옛 역사(2013년 12월)

## 인접역
| 동일본 여객철도 우치보 선 | 동일본 여객철도 우치보 선 | 동일본 여객철도 우치보 선 |
| ------------------------- | ------------------------- | ------------------------- |
| 와다우라 소가 방면        | ■ 우치보 선               | 후토미 아와카모가와 방면  |